# Айсліп-Террас (Нью-Йорк)
Айсліп-Террас (англ. Islip Terrace) — переписна місцевість (CDP) в США, в окрузі Саффолк штату Нью-Йорк. Населення — 5323 особи (2020).

## Географія
Айсліп-Террас розташований за координатами 40°45′2″ пн. ш. 73°11′14″ зх. д. / 40.75056° пн. ш. 73.18722° зх. д. (40.750597, -73.187174).  За даними Бюро перепису населення США в 2010 році переписна місцевість мала площу 3,49 км², уся площа — суходіл.

## Демографія
Згідно з переписом 2010 року, у переписній місцевості мешкало 5389 осіб у 1703 домогосподарствах у складі 1385 родин. Густота населення становила 1544 особи/км².  Було 1764 помешкання (506/км²).
Расовий склад населення:
| - 92,5 % — білих - 2,3 % — азіатів - 1,9 % — чорних або афроамериканців - 0,2 % — корінних американців - 1,5 % — осіб інших рас |

До двох чи більше рас належало 1,5 %. Частка іспаномовних становила 8,9 % від усіх жителів.
За віковим діапазоном населення розподілялося таким чином: 25,5 % — особи молодші 18 років, 63,3 % — особи у віці 18—64 років, 11,2 % — особи у віці 65 років та старші. Медіана віку мешканця становила 38,4 року. На 100 осіб жіночої статі у переписній місцевості припадало 99,7 чоловіків;  на 100 жінок у віці від 18 років та старших — 94,9 чоловіків також старших 18 років.
Середній дохід на одне домашнє господарство  становив 105 788 доларів США (медіана — 96 856), а середній дохід на одну сім'ю — 114 256 доларів (медіана — 111 131). Медіана доходів становила 72 949 доларів для чоловіків та 57 301 долар для жінок. За межею бідності перебувало 4,6 % осіб, у тому числі 8,6 % дітей у віці до 18 років та 2,8 % осіб у віці 65 років та старших.
Цивільне працевлаштоване населення становило 2791 особа. Основні галузі зайнятості: освіта, охорона здоров'я та соціальна допомога — 23,1 %, роздрібна торгівля — 17,7 %, науковці, спеціалісти, менеджери — 9,0 %, транспорт — 7,4 %.